# باول ريتر
باول ريتر (بالألمانية: Paul Ritter)‏ هو نقاش ‏ ورسام ألماني، ولد في 4 مارس 1829 في نورنبرغ في ألمانيا، وتوفي بنفس المكان في 27 نوفمبر 1907.